# هنری جان تمپل
هنری جان تمپل، سومین ویسکانت پالمرستون (انگلیسی: Henry John Temple, 3rd Viscount Palmerston؛ ۲۰ اکتبر ۱۷۸۴ – ۱۸ اکتبر ۱۸۶۵) یک سیاست‌مدار اهل بریتانیا بود. وی بین سال‌های ۱۸۵۵ تا ۱۸۵۸ و ۱۸۵۹ تا ۱۸۶۵ میلادی نخست‌وزیر بریتانیا بود.